# Nial Gandarilla
Nial Gandarilla Krasny (nacido el 24 de septiembre de 1979 en Santa Cruz de la Sierra Bolivia) es un músico boliviano y el actual vocalista de la banda de rock Lickstick. Gandarilla ha tenido una importante trayectoria en el mundo del rock boliviano, habiendo formado parte de las agrupaciones de hard rock cruceña Track y la banda de rock pop cochabambina Jade.

## Historia
Nial, inició su carrera musical en los años '90 con diversas bandas en el colegio. Más adelante formó un grupo con el cual incluso llegaron a grabar un disco, pero nunca se llegó a publicar.
Luego de su trabajo en esta obra, a finales de 1999 fue contactado por Glenn Vargas para que forme parte de la agrupación Track en la cual permaneció como vocalista hasta el 2001. En ese período la agrupación recibió el Premio Joven de Cultura a nivel nacional.
El 2001, luego de desvincularse de Track fue contactado por la agrupación cochabambina Jade, con la cual tuvo una importante gira internacional, ese mismo año, en la que se presentaron en escenarios como el Hard Rock Café de Buenos Aires, el  Washington Convention Center (donde tocaron para la comunidad boliviana en Estados Unidos), y el Festival Mundial de la Juventud en Panamá, donde compartió escenarios con célebres artistas internacionales como Los Rabanes, Gustavo Cerati, La Ley, Diego Torres y Los Prisioneros entre otros.
El 2003 Nial fue convocado otra vez por Glen Vargas para volver como vocalista a la banda Track. Nial se reincorporó y el mismo año se embarcó en una gira nacional la cual los llevó a compartir escenarios con bandas de renombre como Molotov, Aterciopelados y Café Tacuba.
En esta gira también Track grabó el primer DVD de rock en vivo producido en Bolivia, denominado Track Vivo y fue grabado en el escenario Sonilum de Santa Cruz de la Sierra en 2005.
Junto a Track también participó en el disco Homenaje a Fito Páez interpretando la canción Ciudad de Pobres Corazones. Posteriormente grabó un CD acústico con la banda denominado Concierto Aire del Alma, durante su presentación en la Casa Municipal de Cultura Raúl Otero Reiche de la ciudad de Santa Cruz de la Sierra. La banda contribuyó con sus actuaciones a diversas campañas de beneficencia. Nial también grabó como solista dos temas del disco Amigos, junto a quince cantantes cruceños unidos en un proyecto social.
En el 2009 fue contactado por el productor boliviano Rudy llanos para empezar el proyecto Lickstick el cual se extendió hasta septiembre del 2011, tiempo en el cual Nial se retira de la banda Track para oficializar su presencia en la banda Lickstick.
Ese mismo año se dirigió a Miami, para terminar la mezcla y producción del disco Rock Shop bajo la dirección de Ruddy Llanos y el productor Hal Batt.
Nial Gandarilla lanzó con Lickstick, en enero del 2012, su primer corte denominado I Am a Rockstar y pertenece al disco Rockshop el video producido bajo la dirección del cineasta cochabambino Martín Bouloqc.